# Província Petrolífera de Urucu
A Província Petrolífera de Urucu é um campo de petróleo e gás natural brasileiro situado no município de Coari, no interior do estado do Amazonas. É a maior reserva provada terrestre de petróleo e gás natural do Brasil, segundo a Petrobras.

## História
O campo de Urucu foi descoberto em 12 de outubro de 1986 pela Petrobras, embora as buscas por petróleo na Amazônia datem 1917. É a primeira reserva comercialmente viável descoberta na região amazônica.

## Extração e logística
A região amazônica e, em particular, a Bacia do Solimões, é a maior bacia onshore de gás natural e a quarta em petróleo do Brasil em termos de reservas e de produção. No estado do Amazonas, que inclui a Bacia do Solimões e a Bacia do Amazonas, se concentram 80% das reservas provadas de gás em terra e 12% das reservas provadas de petróleo em terra do Brasil. Hoje, a Bacia do Solimões produz em média 40 mil barris/dia de óleo e 11 milhões de metros cúbicos por dia de gás. O óleo é de excelente qualidade, muito leve. O gás é bastante úmido, ou seja, contém uma alta proporção de condensados e GLP.
Apesar da dificuldade logística na Amazônia, o custo de extração de petróleo e gás natural de Urucu está entre os menores do Brasil. Segundo a Petrobras, a província petrolífera é lucrativa e importante para o desenvolvimento da economia local.
Urucu conta com um conjunto de dutos que possibilitam o escoamento da produção. Desde 2009, o Gasoduto Urucu–Coari–Manaus opera interligando a província petrolífera à capital do Amazonas, totalizando 663 quilômetros de extensão. O gasoduto tem capacidade de transportar até 5,5 milhões de metros cúbicos por dia de gás natural, desde Urucu até a capital do Amazonas. Além disso, o campo responde pela produção diária de aproximadamente 1,2 tonelada de GLP, volume capaz de abastecer sete estados da região Norte e outros do Nordeste.
No início, antes da existência do gasoduto, levava-se mais de uma semana para escoar a produção por balsas de pequeno porte pelo rio Urucu até a cidade de Coari, às margens do rio Solimões e dali, em balsas maiores, até a Refinaria de Manaus (Reman).

## Impactos na economia local
O município de Coari teve o segundo maior PIB do Amazonas em 2018, com 2 bilhões de reais e uma participação de 2,0%. Em 2017, Coari estava na quarta posição entre os municípios do estado, passou para a segunda posição em 2018, onde seu aumento do PIB foi ocasionado pelo forte impulso da indústria extrativa.